# Helene Schurig
Helene Schurig (* 10. April 1872 in Dresden; † 26. November 1915 ebenda; vollständiger Name: Anna Mathilde Helene Schurig) war eine deutsche Malerin.

## Leben

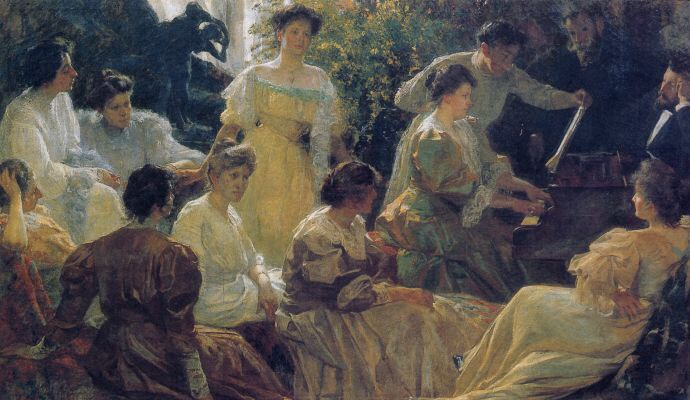
Gemälde „Sonata“, gemalt von Henry Luyten. Helene Schurig ist in der unteren Reihe in der Mitte frontal abgebildet.

Helene Schurig war eine Tochter von Johann Karl August Schurig, sächsischer Generalleutnant und Intendant der sächsischen Armee. Der Offizier und Militärhistoriker Johannes Schurig war ihr Bruder.
Ersten Unterricht erhielt Helene Schurig bei der Blumenmalerin Helene Noack. Danach war sie Schülerin von Gustav Adolf Thamm. In München studierte sie bei Roth und Bernhard Buttersack. Anschließend war sie Schülerin von Hans von Volkmann, der ab 1883 regelmäßig in Willingshausen weilte. Helene Schurig war um 1899 im Umfeld der Willingshäuser Malerkolonie tätig.
Um 1903 bis 1907 studierte sie am Institut de Beaux-Arts bei Henry Luyten in Brasschaat bei Antwerpen. Henry Luyten hatte in seinem im Jahr 1900 gegründeten Institut bis zum Ersten Weltkrieg Zulauf von etwa 50 Schülern aus Europa und den Vereinigten Staaten. Aus dem Umfeld von Helene Schurig studierte u. a. auch Flora Zenker bei Luyten. Das Gemälde „Sonata“ von Luyten zeigt Helene Schurig in der unteren Reihe sitzend, rechts von Amelie Ruths und Mary B. Poull, links von Baer und vis-à-vis von Flora Zenker, die rechts unten auf dem Sofa sitzt. In der oberen Reihe von links nach rechts sind abgebildet: Mara Corradini, Antoine Emilie (Toni) Müller, König (zentral im Bild), Maria Janssen (am Flügel) und als „la tourneuse des pages“ Hedwig Behnisch. Luyten hat auch sich selbst abgebildet, direkt rechts neben Hedwig Behnisch. Ganz rechts außen ist Henry Rul sichtbar. Das Gemälde befindet sich im Bestand des Stedelijk Museum Roermond.
In Dresden besuchte Helene Schurig die Malschule von Johann Walter-Kurau. Der aus Mitau stammende Johannes Walter-Kurau hatte in St. Petersburg bei Professor Konstantin Makowski studiert und lebte damals in Dresden. Aus dem Umfeld der Gruppe Dresdner Künstlerinnen studierten u. a. auch Julie Elsbeth von Paul und Minna Köhler-Roeber in der Malschule von Johannes Walter-Kurau.
Dresslers Kunstjahrbuch listet für die Jahre 1909 bis 1913 die Forststraße 12 in der Radeberger Vorstadt als Wohnort. An dieser Adresse war ungefähr zur selben Zeit auch ihre in der Frauenbewegung engagierte ältere Schwester Elisabeth Bertha Cäcilie „Lotte“ Schurig (* 3. Dezember 1862) wohnhaft. Helene Schurig war seit 1908 Mitglied der Gruppe Dresdner Künstlerinnen, Ortsverband Dresdner Künstlerinnen, des im selben Jahr neu gegründeten Bundes Deutscher und Österreichischer Künstlerinnenvereine.
Ihr Grab befindet sich auf dem Nordfriedhof in Dresden.